# Lutz Unger
Lutz Unger (República Democrática Alemana, 19 de junio de 1951) es un nadador alemán retirado especializado en pruebas de estilo libre, donde consiguió ser medallista de bronce olímpico en 1972 en los 4 x 100 metros estilo libre.

## Carrera deportiva
En los Juegos Olímpicos de Múnich 1972 ganó la medalla de bronce en los relevos de 4 x 100 metros libre, con un tiempo de 3:32.42 segundos, tras Estados Unidos y la Unión Soviética (plata), siendo sus compañeros de equipo: Roland Matthes, Wilfried Hartung y Peter Bruch.